# Jalkapallon suomenmestaruuskilpailut 1912
La Jalkapallon suomenmestaruuskilpailut 1912 fu la quinta edizione del campionato finlandese di calcio. Fu giocato in un formato di coppa e vide la vittoria dell'HJK.

## Semifinali
|      | Risultati |         | Luogo e data |
| ---- | --------- | ------- | ------------ |
| HIFK | 3-0       | KIF     |              |
| HJK  | 4-0       | Åbo IFK |              |
|      |           |         |              |

## Finale
|     | Risultati |      | Luogo e data |
| --- | --------- | ---- | ------------ |
| HJK | 7-1       | HIFK |              |
|     |           |      |              |